# Refinería Isla
La Refinería Isla es una refinería de petróleo ubicada en Curazao, con capacidad para refinar 335 000 barriles diarios de petróleo.
Esta refinería comenzó a construirse en 1916 por la Royal Dutch Shell para procesar el petróleo venezolano en territorio neerlandés. Terminada en 1918, funcionaría hasta 1985, año en que el gobierno local decidió firmar un contrato de arrendamiento, el cual se adjudicó a PDVSA. Aunque no está dentro del territorio venezolano, formó parte del llamado «circuito venezolano» dirigido por la compañía estatal Petróleos de Venezuela, S.A. (PDVSA), hasta que la compañía abandonó las instalaciones, dándose por finalizado el contrato, a principios de 2020.

## Producción
- Destilados: 35 %
- Fueloil: 31 %
- Gasolina: 18 %
- Naftas / Reformado: 10 %
- Otros: 6 %